# Cantonul Pougues-les-Eaux
Cantonul Pougues-les-Eaux este un canton din arondismentul Nevers, departamentul Nièvre, regiunea Burgundia, Franța.

## Comune
| Comune             | Populație (1999) | Cod poștal | Cod INSEE |
| ------------------ | ---------------- | ---------- | --------- |
| Fourchambault      | 4 739            | 58600      | 58117     |
| Garchizy           | 3 650            | 58600      | 58121     |
| Germigny-sur-Loire | 677              | 58320      | 58124     |
| Parigny-les-Vaux   | 974              | 58320      | 58207     |
| Pougues-les-Eaux   | 2 510            | 58320      | 58214     |